# Cantalicio Rojas González
Cantalicio Rojas González (Municipio Colombia, 27 de marzo de 1896-Ibagué, 19 de noviembre de 1974) fue un prolijo compositor y uno de los más importantes del folclor de Colombia. Su obra musical agrupa su principal género La Caña, el bambuco, sanjuanero, torbellino, rumba criolla, pasillos, cañas y rajaleña.

## Vida y obra

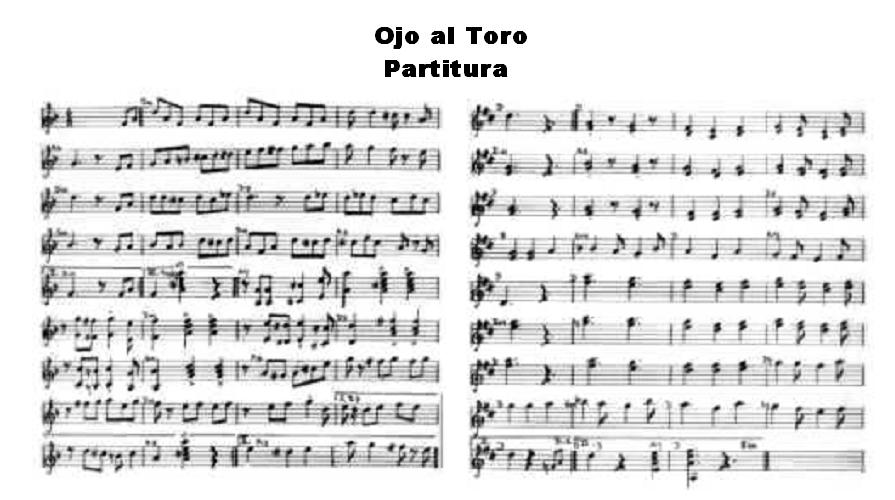
Ojo al toro (partitura).

Nació el 27 de marzo de 1896 en el municipio Colombia, que para esa época pertenecía al departamento del Tolima Grande y hoy hace parte del departamento de Huila; era hijo de personas humildes. Desde muy niño sintió afición por la música y ya interpretaba guitarra, tiple y bandola. En el año 1904 se traslada a Dolores, Tolima, donde realiza estudios primarios. Luego de prestar servicio militar en Popayán se traslada a Aipe, pero pronto se residencia en Natagaima, es allí donde pasa gran parte de su vida y donde realiza gran parte de su obra musical, junto con la banda de este pueblo. En 1938 inicia su trabajo de compositor, ese año compone con Luis Enrique Lis el sanjuanero tolimense 'El Contrabandista', su principal obra folclórica, una de las composiciones más insignes de ese departamento. En 1950 el dueto Garzón y Collazos graba 'El Contrabandista', convirtiendo esta composición suya en una de las más conocidas a nivel nacional. En 1958 recorre los Estados Unidos llevando a conocer sus composiciones, en las que también sobresalen sus cañas, 'Mi despedida', 'Sara María', un total de 65 composiciones.
Luego de ser objeto de numerosos reconocimientos, Cantalicio Rojas fallece en Ibagué el 19 de noviembre de 1974. Hoy en día es recordado como uno de los autores más prolíficos y creativos del Departamento del Tolima.

## Composiciones
- El Contrabandista[2]
- Caña N° 1 Sentimiento indígena[3]
- Caña N° 2 Ojo al toro[4]
- Caña N° 3 Brisas del Anchique
- Caña N° 4 El peón y el acendado
- Caña N° 5 La barbacoa
- Caña N° 6 Alegría tolimense
- Ojo al Toro
- Tierra Caliente
- Alegría Tolimense
- El Aguardiente
- La Pesca
- Brises del Anchique
- Tierra de vientos